# Larceny & Old Lace
Larceny & Old Lace es el tercer álbum de estudio de la banda de punk rock de Atlanta The Coathangers. Fue lanzado por Suicide Squeeze Records el 7 de junio de 2011.

## Lista de canciones
| N.º | Título                  | Duración |  |
| 1.  | «Hurricane»             | 2:32     |  |
| 2.  | «Trailer Park Boneyard» | 3:29     |  |
| 3.  | «Go Away»               | 3:00     |  |
| 4.  | «Sicker»                | 3:06     |  |
| 5.  | «Call to Nothing»       | 2:29     |  |
| 6.  | «Jaybird»               | 2:48     |  |
| 7.  | «Johnny»                | 2:28     |  |
| 8.  | «My Baby»               | 2:40     |  |
| 9.  | «Chicken: 30»           | 2:28     |  |
| 10. | «Well Alright»          | 2:53     |  |
| 11. | «Tabbacco Rd.»          | 2:27     |  |

- Datos: Q55616574